# کوربی اسون
شهر کوربی اسون (به فرانسوی: Corbeil-Essonnes) در شهرستان اسون در ناحیه ایل-دو-فرانس با جمعیت ۴۰٬۹۲۹ نفر در کشور فرانسه واقع شده‌است.